# Incendio de Moscú de 1812
El incendio de Moscú de 1812 comenzó el 14 de septiembre en Moscú, el día en que las tropas rusas y gran parte de los residentes abandonaron la ciudad durante la Invasión napoleónica de Rusia.
El incendio fue provocado por el ejército ruso, ya que luego de haber sido derrotado en la batalla de Borodinó, no podían arriesgarse a dejarle los recursos y las armas rusas al Ejército Napoleónico, por lo que utilizaron la técnica militar de "Tierra quemada", destruyendo sus propiedades antes de permitirle al enemigo hacer uso de las mismas.
El incendio continuó hasta el 18 de septiembre; se estima que tres cuartas partes de la ciudad de Moscú fueron destruidas por el fuego.

## Antecedentes

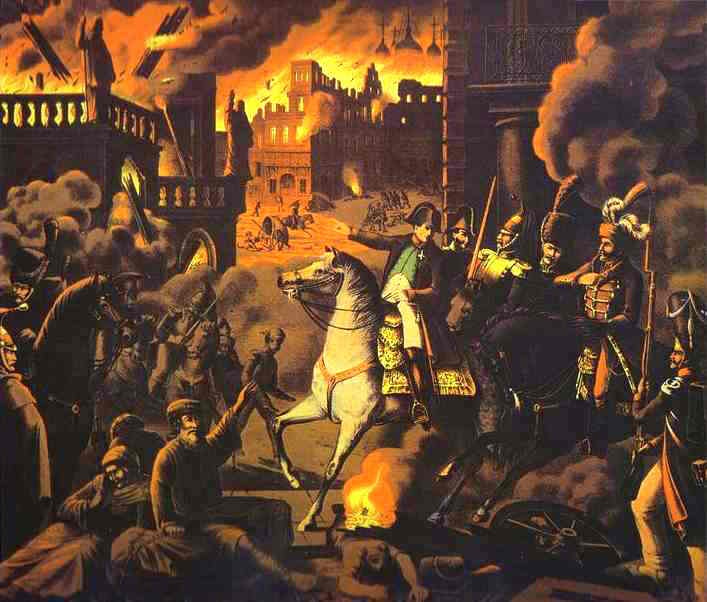
Napoleón en Moscú

Después de la Invasión napoleónica de Rusia en 1812, el ejército ruso había iniciado una campaña de guerra de guerrillas y tierra quemada para negarle al ejército francés los recursos que necesitaba para sobrevivir y causarle la mayor cantidad posible de bajas, reduciendo su tamaño y efectividad de manera gradual, un plan que había sido ideado y promovido por Mijaíl Barclay de Tolly.
El plan contaba con explotar la debilidad de la logística militar del ejército francés cuyas líneas de suministros se encontraban sobreextendidas y eran por tanto vulnerables a ataques: fácilmente podían ser interrumpidas y causar escasez de suministros entre los soldados franceses.
Este plan resultó muy efectivo pero extremedamente impopular con la mayoría del pueblo, el gobierno, las fuerzas armadas de Rusia y con el mismo zar; esto debido a que requería la destrucción de sus poblaciones y propiedades y el ejército ruso debía retroceder continuamente cediendo territorio a cambio de tiempo pero reduciendo su moral.

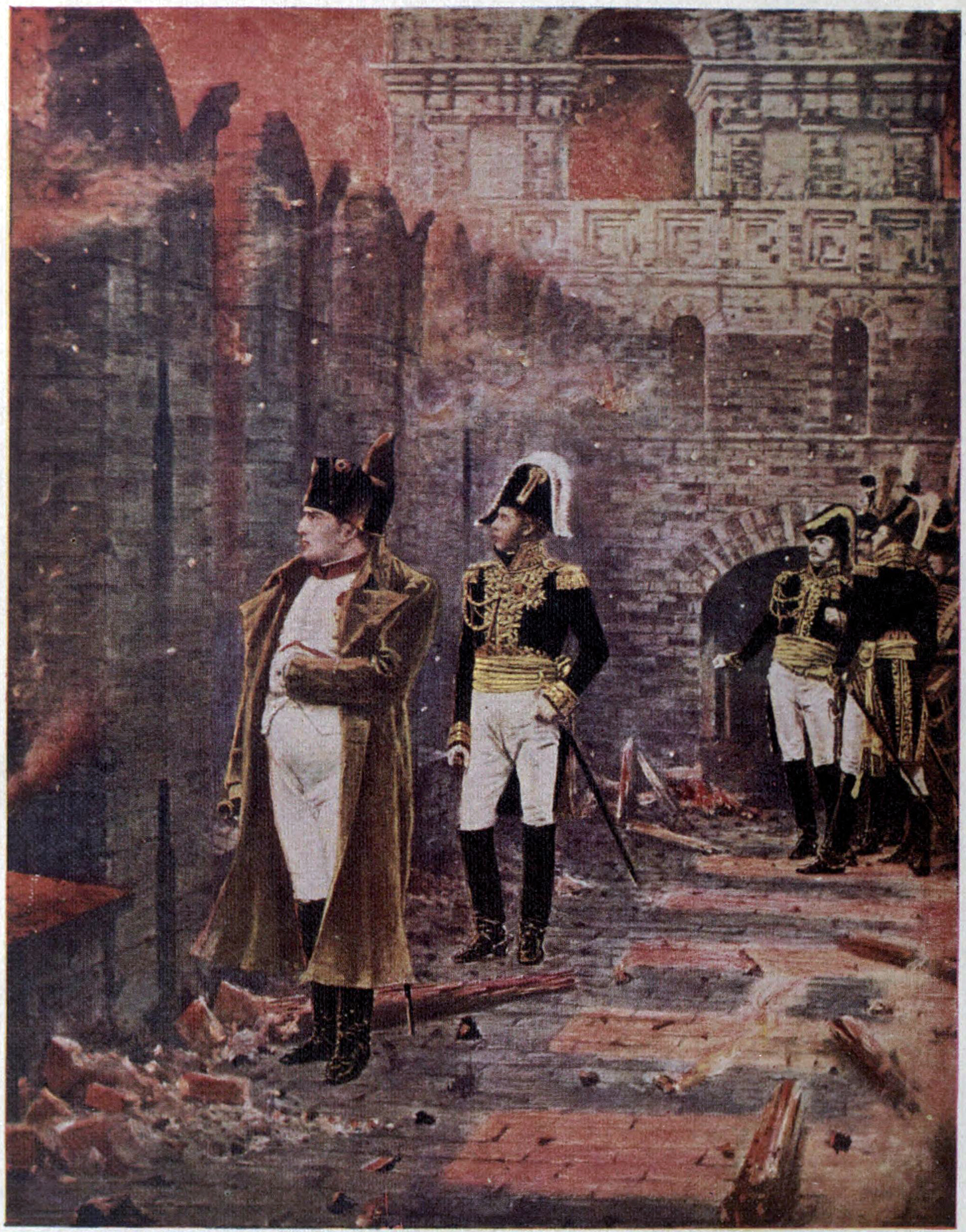
Napoleón contemplando el incendio de Moscú desde el Kremlin

A pesar de las medidas rusas de guerra irregular, el ejército ruso no podía abandonar Moscú sin una pelea, dado que la ciudad era considerada la capital espiritual y cultural de Rusia y la capital religiosa del mundo ortodoxo; por lo que se detuvieron en los alrededores de la villa de Borodinó para combatir a los franceses tras lo que se dio la batalla de Borodinó que quedaría en tablas, aunque los rusos terminaron retirándose y cediendo al campo de batalla a los franceses; tras esto se vieron obligados a dejar la ciudad.
El 14 de septiembre de 1812, el ejército francés entró en Moscú y comenzaron la ocupación de la ciudad.

### Ocupación de Moscú
Para cuando los franceses llegaron a Moscú la ciudad estaba virtualmente desierta: de 270,184 habitantes que había en la ciudad a principios de 1812, solo entre 6,200 y 10,000 se habían quedado en la ciudad tras la llegada de los franceses junto a entre 10 y 15,000 soldados rusos heridos que no pudieron retirarse.
La poca población rusa que quedó en Moscú se mostró abiertamente hostil a los franceses y hubo actos de resistencia pasiva así como ataques aislados contra los invasores; aunque la mayoría de los ataques contra las fuerzas francesas de ocupación se dieron a manos de cosacos, la mayor parte albergados o auxiliados por la población de Moscú.
La población civil, sin embargo, recibiría un tratamiento mixto por parte de los franceses: mientras que algunos fueron bien tratados y Napoleón se aseguró de procurar suficientes alimentos para los civiles que quedaron, otros sufrieron toda clase de vejaciones; sobre todo los sacerdotes que fueron asesinados mientras las monjas fueron violadas, al tiempo que las iglesias fueron saqueadas de todo metal precioso y convertidas en establos o letrinas; además de esto, los soldados franceses se apropiarían de lo que deseaban o necesitaban sin ninguna consideración.

### Fin de la ocupación
El 19 de octubre de 1812 el ejército francés abandonó la ciudad voluntariamente ante la falta de suministros y la caída de las primeras nevadas de la temporada.

## El incendio
Durante el tercer día de la ocupación de Moscú por el ejército francés se detectó un pequeño incendio en la ciudad que se atribuyó inicialmente a un descuido de los soldados franceses.

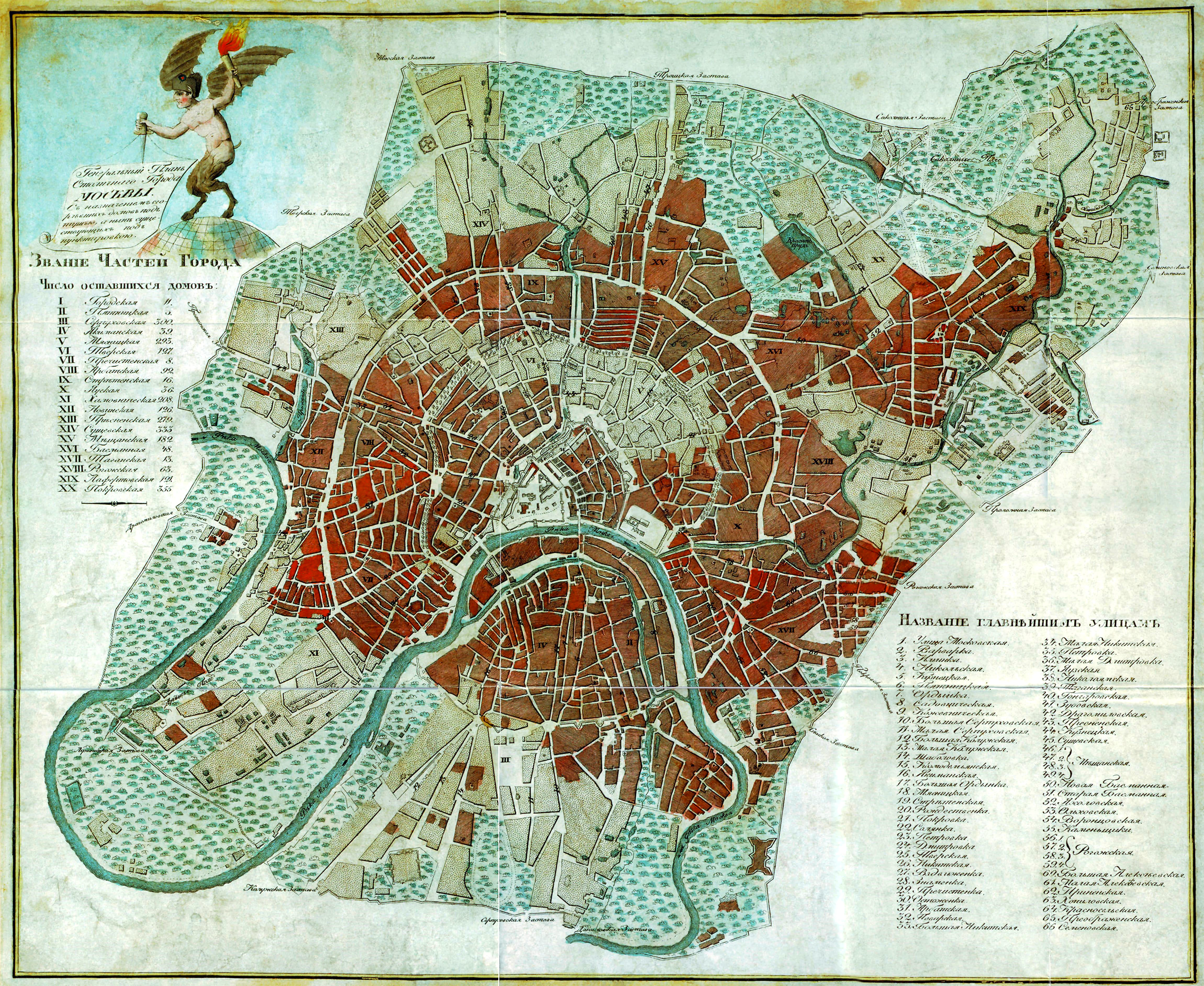
Mapa de Moscú después del incendio (las áreas rojas representando aquellas que fueron destruidas por el fuego)

Alrededor de las 07:00 se oyó un disparo en el portal de Kaluga tras lo cual un explosivo de pólvora estalló seguido de cohetes lanzados a la noche; esta fue la señal acordada por los incendiarios rusos para comenzar el fuego de Moscú.
Poco después se desató una tormenta de fuego cuyos vientos alcanzaron velocidades cercanas a las alcanzadas por los vientos de un huracán. En poco tiempo, entre 6000 y 7000 tiendas y negocios ubicados en las zonas más céntricas de la ciudad se encontraban en llamas.
Esa misma noche, alrededor de las 21:45 comenzaron varios incendios más masivos en diversas partes de la ciudad al mismo tiempo separados por distancias considerables que rápidamente se unieron en una conflagración masiva; para las 22:30 el general Caulaincourt tuvo que ser despertado por su ayuda de cámara con la noticia de que toda la ciudad ya se encontraba en llamas.
Las medidas de control de Napoleón y las ejecuciones de incendiarios se pusieron en práctica cuando la mayor parte de la ciudad ya estaba en llamas. El fuego se extendió rápidamente, debido a que la mayoría de los edificios de Moscú era de madera. Y aunque la ciudad tenía un cuerpo de bomberos, su equipo había sido previamente retirado o destruido por orden de Rostopchín. Cuando Napoleón se retiró al Palacio Petrovski en las afuera de la ciudad, sus tropas terminaron de perder la disciplina y comenzaron a saquear sin control por todo Moscú. Ni siquiera los duros castigos pudieron evitar el saqueo, ni que los soldados franceses golpearan a los residentes y cometieran violaciones durante el incendio.
El día 15 de septiembre Napoleón llegó al Kremlin, desde donde presencio el incendio desde el Kremlin y este lo perturbó enormemente y le causó gran impresión: permaneció varias horas con la mirada fija en el fuego mientras hablaba consigo mismo, diciendo: 

"¡Que espectáculo más terrible! ¡Y lo hicieron ellos mismos! ¡Tantos lugares! ¡Que solución más increíble! ¡Que gente! ¡Son unos verdaderos escitas!".

Para las cuatro de la mañana del 16 de septiembre el incendio amenazaba el Kremlin y Napoleón se vio obligado a abandonarlo y reubicarse al Palacio de Petrovski que se encontraba en los suburbios. Durante la evacuación Napoleón y su séquito se perdieron brevemente entre el humo y se vieron rodeados por las llamas que casi los superaron cuando un soldado francés los encontró y los guio por un camino seguro.
El incendio creció a tal grado que durante la primera noche sería visible a 215 kilómetros de distancia.
Hacia el 18 de septiembre empezó a llover y el fuego fue finalmente controlado aunque el incendio continuaría ardiendo en menor medida hasta el 21 de octubre.

## Causas
Antes de evacuar la ciudad, el conde Rostopchín, gobernador militar de Moscú, dio orden de que el Kremlin y los principales edificios públicos (incluidas las iglesias y monasterios) fueran volados o incendiados; para tal efecto liberó a los prisioneros de las cárceles a quienes dejó atrás junto a algunos soldados y policías rusos que se ofrecieron a permanecer en la ciudad y comenzar los incendios.
Esta versión sería confirmada por documentos hallados durante y después del incendio así como por el general Kutuzov así como por saboteadores rusos capturados que confesaron lo que sabían sobre el plan. También surgiría posteriormente el testimonio del general británico Robert Thomas Wilson, quien estaba presente cuando Rostopchín personalmente prendió fuego a su mansión en las afueras de Moscú; adicionalmente, la escritora y disidente francesa Anne-Louise Necker (conocida como Madame de Staël) también brindaría su testimonio confirmando la responsabilidad de Rostopchín, la cual escuchó del mismo Kutuzov cuando ella se encontraba exiliada en Moscú, ciudad que abandonó días antes de la llegada de los franceses.
En sus memorias, el general Armand de Caulaincourt afirmaría haber encontrado no solo saboteadores sino explosivos, mechas y materiales inflamables en diversas estructuras de la ciudad: «La existencia de detonadores inflamables, todos fabricados de la misma forma y colocados en diversos edificios públicos y privados, es un hecho que yo y otros hemos visto personalmente. Yo vi los detonadores y varios de ellos fueron llevados al Emperador... El análisis de los archivos y órdenes de la policía… todo confirma que el incendio fue preparado y ejecutado por orden del conde Rostopchín».
También existe el hecho de que el alto mando francés demostró con sus acciones en el momento la existencia de incendiarios rusos, respondió emitiendo decretos y girando órdenes para ejecutar a todo saboteador ruso encontrado tratando de iniciar incendios.
Más aún, cuando los franceses buscaron las bombas de agua para combatir incendios descubrieron que todas habían sido destruidas o evacuadas fuera de la ciudad.
Los primeros saboteadores fueron capturados y fusilados por soldados polacos mientras intentaban iniciar incendios en distintas partes de la ciudad y aseguraron que Rostopchín les había dado personalmente sus órdenes. Otro saboteador ruso, un oficial de policía de Moscú, fue capturado una noche en el Kremlin donde Napoleón se hospedaba por oficiales de la Guardia Imperial y llevado ante el emperador, tras lo que confesó el plan y fue ejecutado con bayoneta por los guardias a la orden de un Napoleón furioso. Más saboteadores fueron capturados en el Palacio del Senado en el centro de la ciudad que fueron después ejecutados y sus cadáveres colgados de árboles como una advertencia para los demás rusos.
Confirmando la responsabilidad de un incendio deliberado y planeado de antemano se encuentra el hecho de que cuando este comenzó se dio en distintas partes de la ciudad separadas entre sí y se dieron simultáneamente.
Pero también se ha especulado que los incendios fueron causados o empeorados por la negligencia de soldados franceses mientras saqueaban la ciudad o dejaban fogatas descuidadas que usaron para cocinar y mantenerse calientes: Lev Tolstói, en su novela Guerra y paz, sugiere que el fuego no fue causado deliberadamente ni por los rusos ni por los franceses, sino que fue el resultado natural de que una ciudad desierta, en su mayoría de madera, cayera en manos de las tropas invasoras en invierno, cuando casi todos los días se declaraban incendios, incluso cuando la ciudad estaba habitada y contaba con un departamento de policía en pleno funcionamiento. Al ser ocupada por los soldados, que comenzaron a fumar sus pipas, a cocinar sus alimentos dos veces al día y a quemar los bienes del enemigo en las calles, inevitablemente algunas hogueras quedarían fuera de control. Sin un cuerpo de bomberos eficiente, es probable que un incendio comenzado en una casa se extendiera hasta propagarse por el barrio, y en última instancia a toda la ciudad. Esta teoría bien puede ser cierta pero es aceptado que casi seguramente los incendios fueron principalmente causados por saboteadores rusos.
Sin embargo, hoy en día, la mayoría de los historiadores atribuye los incendios iniciales al sabotaje ruso.

## Consecuencias
El 15 de octubre, precediendo la retirada general de todo el ejército francés, Napoleón ordenó la evacuación de 12,000 soldados franceses heridos y enfermos. Cuatro días después, el 19 de octubre, las tropas francesas se veían obligadas a abandonar la ciudad ante la imposibilidad de obtener avituallamiento y la llegada del invierno, mientras que el fuego se había extinguido.
Pero además de los problemas tácticos causados por las bajas, la situación se estratégica también se complicaba para Napoleón cuando el 18 de octubre, su general de caballería Joaquín Murat fue sorprendido durante el desayuno por fuerzas rusas al mando del general Levin August von Bennigsen a las afueras de Moscú en un enfrentamiento conocido como la batalla de Tarutino; esta derrota dejó expuestos los flancos del cuerpo principal del ejército en Moscú y fueron el factor final que decidieron a Napoleón a ordenar la retirada general, lo que hizo al día siguiente a la batalla. Además de esto, el zar Alejandro I se había negado completamente a negociar con Napoleón, ignorando todos sus mensajes; mientras que Kutuzov abrió negociaciones provisionales con Napleón, desobedeciendo las órdenes directas del zar que había prohíbido todo contacto con los franceses, pero estas fracasaron completamente: esto eliminó la posibilidad de finalizar la guerra.
Popularmente se ha creído que la destrucción de la ciudad fue una las principales causas que obligó al ejército francés a abandonar la ciudad; pero esto es falso ya que la retirada francesa de Moscú se dio más de un mes después del incendio el cual además había dejado suficientes edificaciones para todo el ejército francés.
Al final, tres cuartas partes de la ciudad habían sido destruidas en la conflagración.

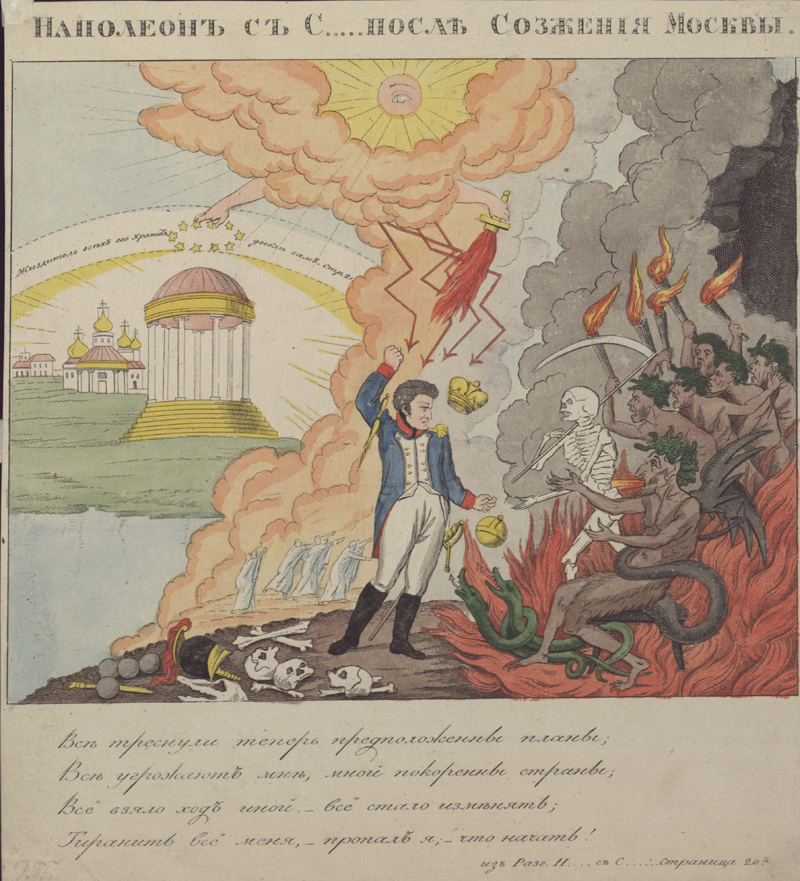
Propaganda rusa en forma de lubok mostrando a Napoleón junto a Satanás tras el incendio de Moscú

Sin embargo, aun más estructuras y hogares serían destruidos por las autoridades rusas que tuvieron que demoler edificios que resultaron muy dañados o edificios que sobrevivieron pero cuyos habitantes tuvieron que ser reubicados.
Con más detalles, se puede mencionar que en 1812 había unas 4,000 estructuras de piedra y 8,000 casas de madera en Moscú; tras el incendio quedaron solo 200 edificios de piedra y 500 hogares de madera; también se perdieron la mitad de las 1,600 iglesias que había antes del incendio (aunque la mayoría sufrieron daños en mayor o menor medida y todas fueron saqueadas por soldados franceses que buscaban los ornamentos y decoraciones de metales preciosos).
Después del fin de las guerras napoleónicas, en 1823, Rostopchín negaría su participación en el incendio y publicó panfletos proclamando su inocencia pero antes de su muerte en 1825 admitiría que él había sido el responsable de dar la orden de quemar la ciudad.
La reconstrucción de la ciudad sería muy gradual y tomaría más de una década.
Además de la debacle Francesa en Moscú, también Napoleón descuidó el frente interno, el general Claude François de Malet, opositor del emperador ya estaba preparando un Golpe de Estado para derrocar el régimen imperial, restaurar la República Francesa y firmar un armisticio con el Zar, aprovechando que Napoleón se encontraba atrapado en el otro extremo de Europa difundió la falsa noticia que el emperador había muerto en combate, arrestó a los oficiales leales al Imperio y desconoció la línea sucesoria trazada por el emperador, sin embargo el golpe fue desbaratado por la información contradictoria que daba a la guarnición en París, Malet sería fusilado un tiempo después.

## Legado
Hoy en día, para los rusos el incendio de Moscú sigue siendo recordado como la culminación de la resistencia rusa ante el invasor y aunque esta guerra ha sido opacada en importancia por la invasión nazi de la Unión Soviética, el incendio de Moscú sigue representando una muestra de la resolución rusa a resistir una violación de su territorio aunque este deba ser destruido antes de ser entregado a cualquier invasor.
En cuanto al estado físico de la ciudad, esta sería reconstruida con un nuevo y meticuloso plan urbano; los esfuerzos incluirían el involucramiento de los mejores arquitectos e ingenieros europeos de la época como el ruso Alexander Tormasov y el escocés William Haste.